# Računalniška kriminaliteta
Računalniška kriminaliteta oz. računalniški kriminal, je kaznivo dejanje, ki vključuje računalnik in omrežje. Računalnik je morda uporabljen pri izvršitvi kaznivega dejanja, ali pa je lahko le cilj. Debarati Halder in K. Jaishankar opredelita računalniško kriminaliteto: "so dejanja, ki so storjena zoper posameznike ali skupine posameznikov z motivom kaznivega dejanja z namenom škodovanja ugledu žrtve ali povzročitev duševne škode z neposredno ali posredno uporabo sodobnih telekomunikacijskih omrežij, kot je internet (klepetalnice, e-pošto, oglasne deske) in mobilnih telefonov (SMS / MMS) " Takšna kazniva dejanja lahko ogrozijo nacionalno varnost in finančno stabilnost. Tovrstna kazniva dejanja so postala odmevna, zlasti tista, ki opisujejo vdore v sistem, kršitev avtorskih pravic, otroško pornografijo... Obstajajo tudi težave zasebnosti, ko se zaupne informacije prestrežene ali razkrite, zakonito ali kako drugače. Debarati Halder in K. Jaishankar nadalje opredelita računalniški kriminal z vidika spola "računalniški kriminal nad ženskami", kot "Zločini usmerjeni proti ženskam z motivom, da namerno psihično škodujejo žrtvi z uporabo sodobnih telekomunikacijskih omrežij, kot sta internet in mobilna telefonija". Na mednarodni ravni, tako vladne in nevladne organizacije sodelujejo v boju proti računalniški kriminaliteti in preganjajo vohunjenje, finančne kraje in druga čezmejna kazniva dejanja. Prečkanje mednarodne meje in vključevanje interesov vsaj ene države se včasih označuje kot kibernetska vojna.